# شمال اليونان
شمال اليونان (اليونانية: Βόρεια Ερεάδα، بالحروف اللاتينية: Voreia Ellada) هو مصطلح يستخدم للإشارة إلى الأجزاء الشمالية من اليونان، ويمكن أن يكون له تعريفات مختلفة.

## التسمية
يُستخدم مصطلح شمال اليونان على نطاق واسع للإشارة بشكل أساسي إلى المنطقتين الشماليتين مقدونيا وتراقيا الغربية؛ وهكذا عُرفت وزارة مقدونيا وتراقيا ومقرها سالونيك باسم "وزارة شمال اليونان"، وكانت تعرف في السابق باسم المحافظة العامة لشمال اليونان حتى 1988.

## معرض صور

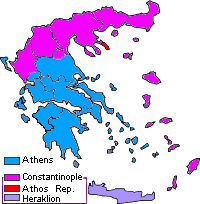